# Dicranomyia retrograda
Dicranomyia retrograda là một loài ruồi trong họ Limoniidae. Chúng phân bố ở miền Cổ bắc.